# Топлообменник
Топлообменник се нарича апарат, който служи за предаване на топлина от един топлоносител на друг. Когато задачата на топлообменника е нагряването на даден флуид, той се нарича нагревател, в противния случай – охладител (хладник). Ако при топлообмена става и фазов преход, апаратът се нарича (според предназначението на топообменника) изпарител или кондензатор.
Примери за топлообменници, намиращи широко приложение в бита, са радиаторите (автомобилен, домашен, в хладилниците и климатиците) и изпарителят в хладилниците.
Като топлоносители в топлообменниците се използват вещества с голям топлинен капацитет или топлина на изпарение/кондензация. Най-често в практиката се използва вода или водна пара. Други разпространени носители са въздух, фреони, силиконово масло, а в екзотични случаи може да се използват разтопени метали (натрий). В зависимост от взаимното движение на носителите се различават правоток (двата носителя се движат в една посока) и противоток (двата носителя се движат в противоположни посоки).
Топлоносителите може да са разделени с преграда или да имат директен контакт един с друг. Разделянето на флуидите става с материал с висока топлопроводимост. Най-често това е метал (мед, алуминий, стомана), но при специални случаи разделянето може да стане и със стъкло, пластмаса, графит и др.
За да се осъществи топлообмен между носителите, е необходимо техните температури да се различават. От практически съображения, за да се постигне по-ефективен топлообмен и по-малки апарати, тази разлика е минимум 5-10 °C. Най-често топлоносителите са флуиди (течности и газове/па̀ри). В този случай предаването на топлина от по-горещия флуид към преградата става чрез конвекция. В преградата предаването става чрез топлопроводност, а от преградата към другия (студения) флуид отново чрез конвекция. Сумарният процес се нарича топлопреминаване.
Топлинният поток от единия флуид към другия се изчислява по формулата:
{\displaystyle {\dot {Q}}=K\cdot F\cdot \Delta T\ } [W]
той е пропорционален на коефициента на топлопреминаване К [W*m−2*K−1], топлообменната повърхност F [m2] и температурната разлика ΔT [K].
Топлообменниците се характеризират със сравнително високи топлообменни площи и коефициенти на топлопреминаване. Коефициентът на топлопреминаване зависи от вида на флуида и нараства с неговата скорост на движение. Тъй като предаването на топлина към газове и (напр. въздух) се характеризира със сравнително ниски стойности на К, топлообменната повърхност от страната на газа се увеличава изкуствено чрез оребряване, а в някои случаи скоростта на газа се увеличава принудително с вентилатор (автомобилни радиатори, климатици и др.).
Разпространени форми на топлообменниците са кожухотръбният топлообменник (предимно в индустрията), радиаторът, серпентината (напр. лабораторен хладник, при варене на ракия), топлообменникът тип тръба в тръба и др. Пример за топлообменник с директен контакт на потоците е охладителната кула.

## Кожухотръбни топлообменници
- Кожухотръбен топлообменник
- Кожухотръбен топлообменник
- Кожухотръбен топлообменник (с отворен капак)
- Кожухотръбен топлообменник (кондензатор)
- Тръбен сноп (преди сглобяването на топлообменника)
- Сноп с U-образни тръби
- Разрез на кожухотръбен топлообменник
- Кожухотръбен топлообменник (с един ход в тръбното и един ход в междутръбното пространство)
- Кожухотръбен топлообменник (с два хода в тръбното и един ход в междутръбното пространство)

## Пластинчат топлообменник
- Пластинчат топлообменник (принцип на действие)
- Пластинчат топлообменник
- Разглобен пластинчат топлообменник
- Отделна пластина

## Топлообменници с въздушно охлаждане (радиатори)
- Радиатор
- Автомобилен радиатор (вентилаторът е демонтиран)
- Кондензатор на хладилник
- Кондензатор (климатична инсталация)
- Радиатор (CPU)
- Оребрена радиаторна повърхност
- Радиатор с вентилатор

## Други примери
- Схема на спирален топлообменник
- Лабораторен хладник със серпентина
- Съд със змиевик
- Съд (напр. реактор) със змиевик
- Съд с риза
- Охладителна кула с вентилатор (отляво) и охладителна кула с естествена тяга (вдясно)